# Список об'єктів, названих на честь Якоба Бернуллі
Наступне було названо на честь Якоба Бернуллі (нім. Jakob Bernoulli; 1654/1655—1705) — швейцарського математика:
- Гіпотеза Бернуллі
- Диференціальне рівняння Бернуллі
- Лемніската Бернуллі
- Многочлени Бернуллі
- Нерівність Бернуллі
- Розподіл Бернуллі
- Схема Бернуллі
- Формула Бернуллі
- Числа Бернуллі
- 2034 Бернуллі — астероїд головного поясу, названий на честь родини Бернуллі